# Technemon
Technemon là một chi bướm đêm thuộc họ Noctuidae.

## Các loài
- Technemon epichares Turner, 1945